# Nikołaj Conew
Nikołaj Georgijew Conew (bułg. Николай Цонев, ur. 9 czerwca 1956 w Perniku) – bułgarski wojskowy, ekonomista, menedżer, pedagog i polityk, od 1978 do początku lat 90. oficer w armii bułgarskiej, następnie menedżer w prywatnych spółkach oraz – od 1999 roku – pracownik bułgarskiego Ministerstwa Obrony. Od kwietnia 2008 do lipca 2009 roku był szefem tego resortu w rządzie Sergeja Staniszewa. 

## Wykształcenie
Jest absolwentem bułgarskiej Akademii Obrony Narodowej w Szumenie i Akademii Obrony Powietrznej w Kijowie. Ukończył podyplomowe studia z zakresu ekonomii (Uniwersytet Ekonomiczny w Sofii), filozofii (Uniwersytet św. Klemensa z Ochrydy w Sofii), zarządzania (doktorat) oraz administracji publicznej (uczelnie w Holandii, Berlinie i Rzymie). Był wykładowcą strategii planowania w sofijskim Instytucie Służby Cywilnej i Integracji Europejskiej Uniwersytetu Ekonomicznego.

## Kariera zawodowa i polityczna
W latach 1978–1992 był czynnym oficerem w armii bułgarskiej. Później pracował jako menedżer w prywatnych spółkach. A od 1999 roku był pracownikiem Ministerstwa Obrony; najpierw dyrektorem Departamentu Zaopatrzenia, następnie doradcą ministra, a w latach 2002-2008 dyrektorem Departamentu Socjalnego. W 2008 roku jako szef tego resortu wszedł do gabinetu kierowanego przez Sergeja Staniszewa.
Po wyborach parlamentarnych w 2009 władzę objął centroprawicowy GERB. Kilka miesięcy później sofijska prokuratura oskarżyła Conewa o defraudację 12,9 miliona lewów. W okresie jego urzędowania na stanowisku ministra podpisano umowę z amerykańską firmą produkującą konstrukcje metalowe, w której zawyżono cenę na korzyść dostawcy. Conew nie jest jedynym członkiem gabinetu Staniszewa, któremu przedstawiono zarzuty: przed prokuratorem tłumaczyli się również minister pracy Emilia Masłarowa oraz minister rolnictwa Waleri Cwetanow.